# Île Cornwallis (îles Shetland du Sud)
Pour les articles homonymes, voir Cornwallis.
L'île Cornwallis est une île de l'Antarctique, appartenant à l'archipel des Shetland du Sud. Elle a été nommée ainsi, vers 1821, en l’honneur de William Cornwallis. Elle mesure 1,6 km de long et est située entre les îles de l'Éléphant et Clarence.